# Louise Lalande
Louise Lalande, née le 8 février 1834 au Mans et morte le 31 août 1890 à Paris, est une peintre française.

## Biographie
Louise Lalande est la fille de Julien Pierre Anne Lalande (1787-1844), capitaine de vaisseau, et de Françoise Joséphine Mauboussin.
Aux beaux-arts, elle est élève de Joseph-Urbain Mélin et de Jean Auguste Dubouloz et expose au Salon à partir de 1864. Elle s'oriente vers la peinture animalière, et plus précisément les chiens.
Elle meurt à son domicile du boulevard Suchet à l'âge de 56 ans.